# Runaway Train
Runaway Train – piosenka Eltona Johna napisana przez Berniego Taupina. Ukazała się na albumie The One wydanym w 1992, który promowała także jako singiel. Gościnnie w roli gitarzysty i drugiego wokalisty wystąpił w niej Eric Clapton.